# Melechesh
Melechesh este o formație de black metal din Israel, fondată în anul 1993.

## Membrii trupei

### Curent membri
- Ashmedi – voce, chitară solo și chitară armonie, chitară cu 12 corzi, claviaturi și percuție
- Moloch – chitară solo și chitară armonie, buzuq
- Xul – baterie și percuție
- Kawn – bas, acompaniament vocal

### Foști membri
- Lord Curse - baterie (As Jerusalem Burns...)
- Proscriptor - baterie și percuție, voce, versuri (Djinn si Sphynx)
- Al' Hazred - bas, acompaniament vocal

## Discografie[1]
- As Jerusalem Burns... (demo, 1995)
- The Siege of Lachish (EP, 1995)
- As Jerusalem Burns...Al'Intisar (album, 1996)
- Djinn (album, 2001)
- Sphynx (album, 2003, 2004 în America de Nord)
- The Ziggurat Scrolls (EP, 2004)
- Emissaries (album, 2006-2007 în America de Nord)